# ダカール・ブルギバ大学
ダカール・ブルギバ大学（ダカール・ブルギバだいがく、仏: Université Dakar Bourguiba）は、セネガルのダカールにある私立大学。1995年にサヒル・チャムによって設立された、同国初の私立総合大学である。

## 学科
- 法学科
- 経済経営学科
- 理工学科
- 言語ビジネス学科
- 社会学科